# Šanov (okres Znojmo)
Obec Šanov (německy Schönau) se nachází v okrese Znojmo v Jihomoravském kraji. Žije zde přibližně 1 700 obyvatel.

## Historie
První písemná zmínka o obci pochází z roku 1046.
| 1869 | 1880 | 1890 | 1900 | 1910 | 1921 | 1930 | 1950 | 1961 | 1970 | 1980 | 1991 | 2001 | 2011 |
| ---- | ---- | ---- | ---- | ---- | ---- | ---- | ---- | ---- | ---- | ---- | ---- | ---- | ---- |
| 919  | 1215 | 1279 | 1312 | 1459 | 1576 | 1672 | 1104 | 1268 | 1275 | 1240 | 1120 | 1201 | 1451 |

## Pamětihodnosti
- Kaplička na návsi s funkcí zvonice (pravděpodobně z poloviny 19. století, v roce 2009 po rekonstrukci a zrestaurování sochy Panny Marie Bolestné znovu vysvěcena a zasvěcena Panně Marii a svatému Václavovi)
- Boží muka
- Emin zámek v lese za vesnicí

## Železniční doprava
Za severním okrajem zastavěného území obce se nachází uzlová železniční stanice Hrušovany nad Jevišovkou-Šanov, ve které se stýkají železniční tratě Brno – Hrušovany nad Jevišovkou-Šanov, Hrušovany nad Jevišovkou-Šanov – Hevlín (bez pravidelné osobní dopravy) a Břeclav–Znojmo. Také zastávka Hrabětice na trati do Hevlína leží v Šanově.

## Galerie

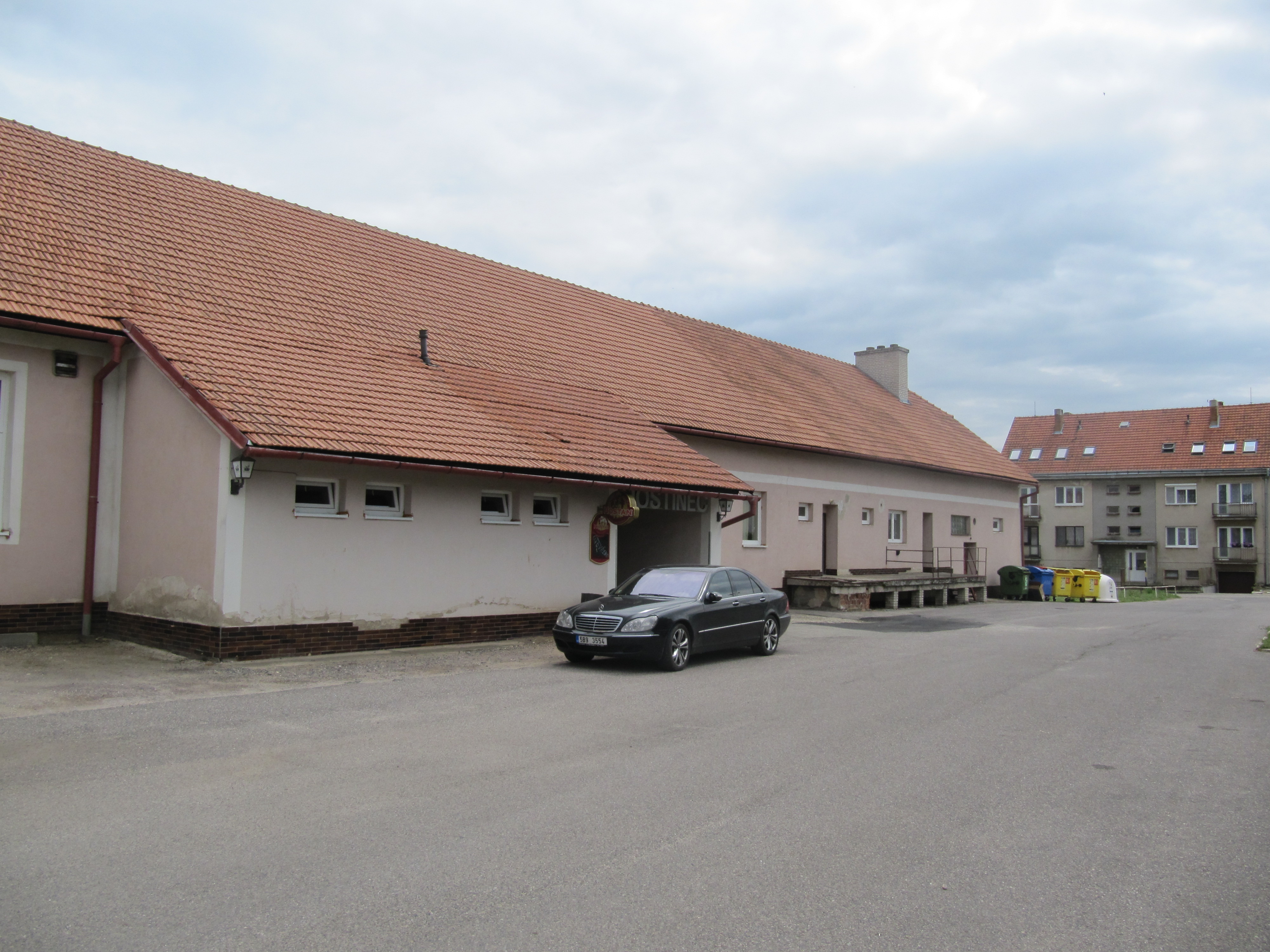
Kulturní dům s restaurací
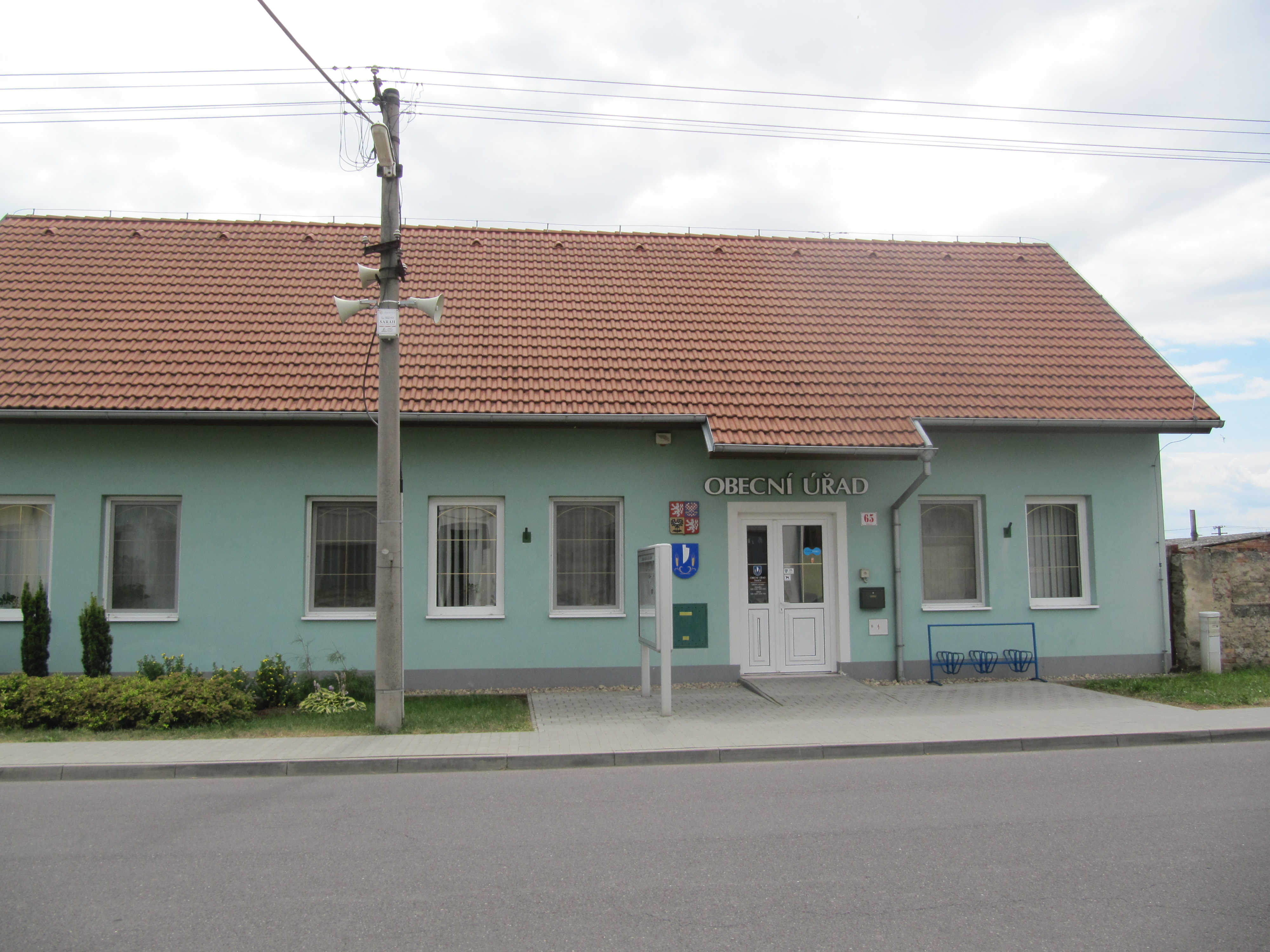
Obecní úřad
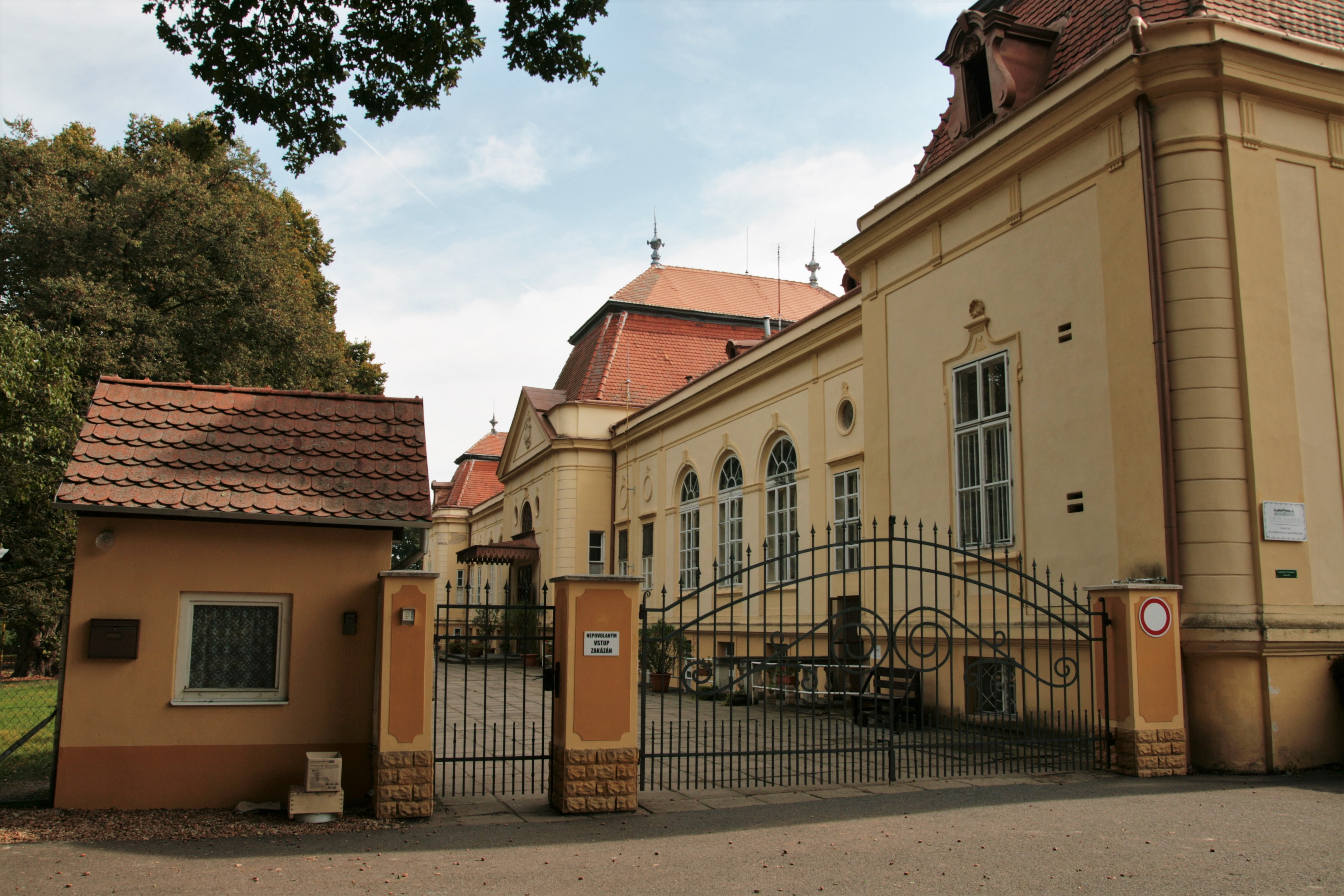
Emin zámek
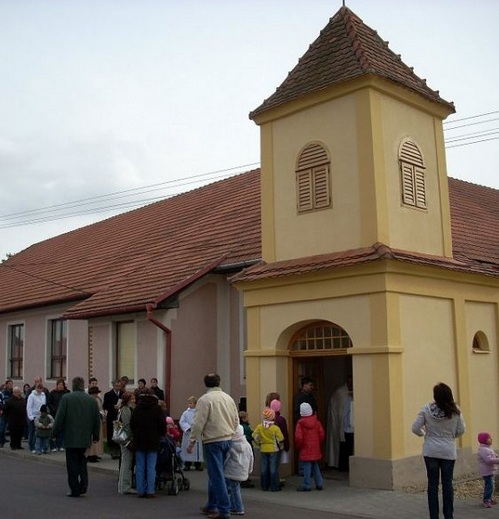
Šanovská kaplička (červenec 2011)